# Nikon D5000

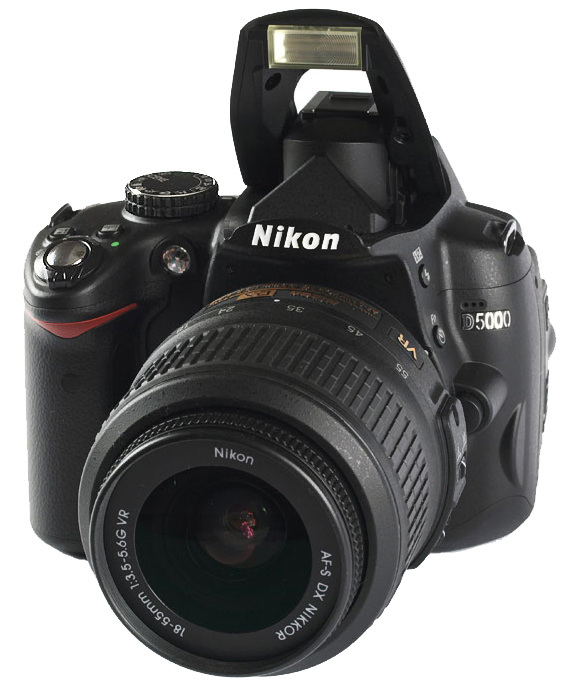
Imagen de la cámara

La Nikon D5000 es una cámara DSLR del fabricante japonés Nikon Corporation, destinada a aficionados. Posee 12,3 megapixels y muchas características en común con la D90. Fue la segunda cámara de Nikon en tener la capacidad de grabar vídeo.

## Introducción
Salida al mercado en abril de 2009, la D5000 ofrece un rango de sensibilidad ISO que va de 200 al 3200, con la capacidad de extender, gracias al forzamiento del procesador de imágenes, hacia abajo y arriba, ISO 100 y 6400 respectivamente. Con un sensor CMOS de alta gama, es una semipro con la versatilidad y dinamismo que necesitan los aficionados y los que están, como quien dice, entrando en el tema de la fotografía...
El kit incluye el versátil objetivo NIKKOR AF-S DX de 18-55 mm VR.

## Características Principales
Su principal novedad es que permite la grabación de vídeos en alta definición, que es una función hederada de la Nikon D90, con una resolución de 720p, es decir 1280x720 píxeles, eso sí, con sonido monoaurial (en un solo canal). La D5000, posee un sensor DX de 12,3 megapixels. Además cuenta con un sistema de autofoco de 11 puntos.
Su innovadora pantalla LCD abatible/multiángulo de 2.7 pulgadas, en conjunto con el sistema Live View, permite ver lo que fotografías con los brazos extendidos.
Los videos se guardan en formato AVI por defecto, un formato ampliamente compatible con cualquier plataforma.